# Пляска ада
| Оценки критиков | Оценки критиков |
| Источник        | Оценка          |
| --------------- | --------------- |
| Darkside        | 9/10            |

«Пля́ска а́да» — четвёртый концертный альбом группы Ария, выпущенный в 2007 году. Альбом, выпущенный в формате концертного CD на двух дисках, состоит из 17 треков, и представляет собой запись концерта в Москве на МСА «Лужники» 10 ноября 2006 года. Также выпущен DVD с аналогичной программой. Название альбома — строчка из песни «Последний закат»; на эту же песню был смонтирован клип с кадрами выступления.

## Список композиций

### CD1
Все тексты написаны Маргаритой Пушкиной, если не указано другое.
| №  | Название           | Текст песни           | Музыка             | Длительность |
| -- | ------------------ | --------------------- | ------------------ | ------------ |
| 1. | «Интро»            | речь Виталия Дубинина |                    | 2:04         |
| 2. | «Последний закат»  | Игорь Лобанов         | Владимир Холстинин | 4:50         |
| 3. | «Колизей»          | Александр Елин        | Холстинин          | 6:19         |
| 4. | «Мессия»           | Лобанов               | Холстинин          | 4:26         |
| 5. | «Крещение огнём»   |                       | Дубинин            | 5:52         |
| 6. | «Страж империи»    |                       | Дубинин            | 4:33         |
| 7. | «Кровь королей»    |                       | Дубинин            | 8:29         |
| 8. | «Викинг»           | Пушкина, Сергей Попов | Попов              | 5:26         |
| 9. | «Бал у князя тьмы» |                       | Дубинин            | 5:59         |

### CD2
Все тексты написаны Маргаритой Пушкиной, если не указано другое.
| №  | Название                        | Текст песни | Музыка             | Длительность |
| -- | ------------------------------- | ----------- | ------------------ | ------------ |
| 1. | «Чужой»                         |             | Холстинин          | 6:27         |
| 2. | «Свет былой любви»              |             | Дубинин            | 4:23         |
| 3. | «Штиль»                         |             | Дубинин            | 5:55         |
| 4. | «Ночь короче дня»               |             | Дубинин, Холстинин | 6:56         |
| 5. | «Патриот»                       |             | Холстинин          | 4:31         |
| 6. | «Баллада о древнерусском воине» |             | Холстинин, Дубинин | 8:13         |
| 7. | «Улица роз»                     |             | Дубинин            | 6:10         |
| 8. | «Небо тебя найдёт»              | Елин        | Холстинин          | 6:56         |

### DVD
DVD 1 содержит полную запись концерта, разбитую на 17 треков, аналогичную записям на дисках CD 1 и CD 2. В DVD-версии присутствуют некоторые вступления к песням, завершение концерта, а также трехминутное барабанное соло до песни "Патриот". DVD 2 содержит документальный фильм «Армагеддон — тур»: съемки с тура и архивные материалы.

### 3хLP-переиздание (2014)
Содержит то же самое, что и на двух CD-дисках, включая «Outro» продолжительностью 40 секунд с DVD-версии.

## Состав группы
На момент проведения тура в состав группы входили:
- Артур Беркут — вокал
- Виталий Дубинин — бас-гитара, вокал, читает текст в «Интро»
- Владимир Холстинин — гитара
- Сергей Попов — гитара
- Максим Удалов — барабаны